# گریس مکینتایر
گریس مکینتایر (انگلیسی: Grace Macintyre؛ زادهٔ ۳۰ آوریل ۱۹۹۶) بازیکن فوتبال اهل استرالیا است.
وی همچنین در تیم‌های ملی فوتبال Australia women's national under-14 football team, Australia women's national under-17 football team، و Australia women's national under-20 football team بازی کرده‌است.